# Spa (cràter)
Spa és un cràter sobre la superfície de (951) Gaspra, situat amb el sistema de coordenades planetocèntriques a 51.5 ° de latitud nord i 152 ° de longitud est. Fa un diàmetre de 1.6 km. El nom va ser fet oficial per la UAI l'any 1994 i fa referència a Spa, una ciutat a Bèlgica amb balneari.